# Paul Wasserburger

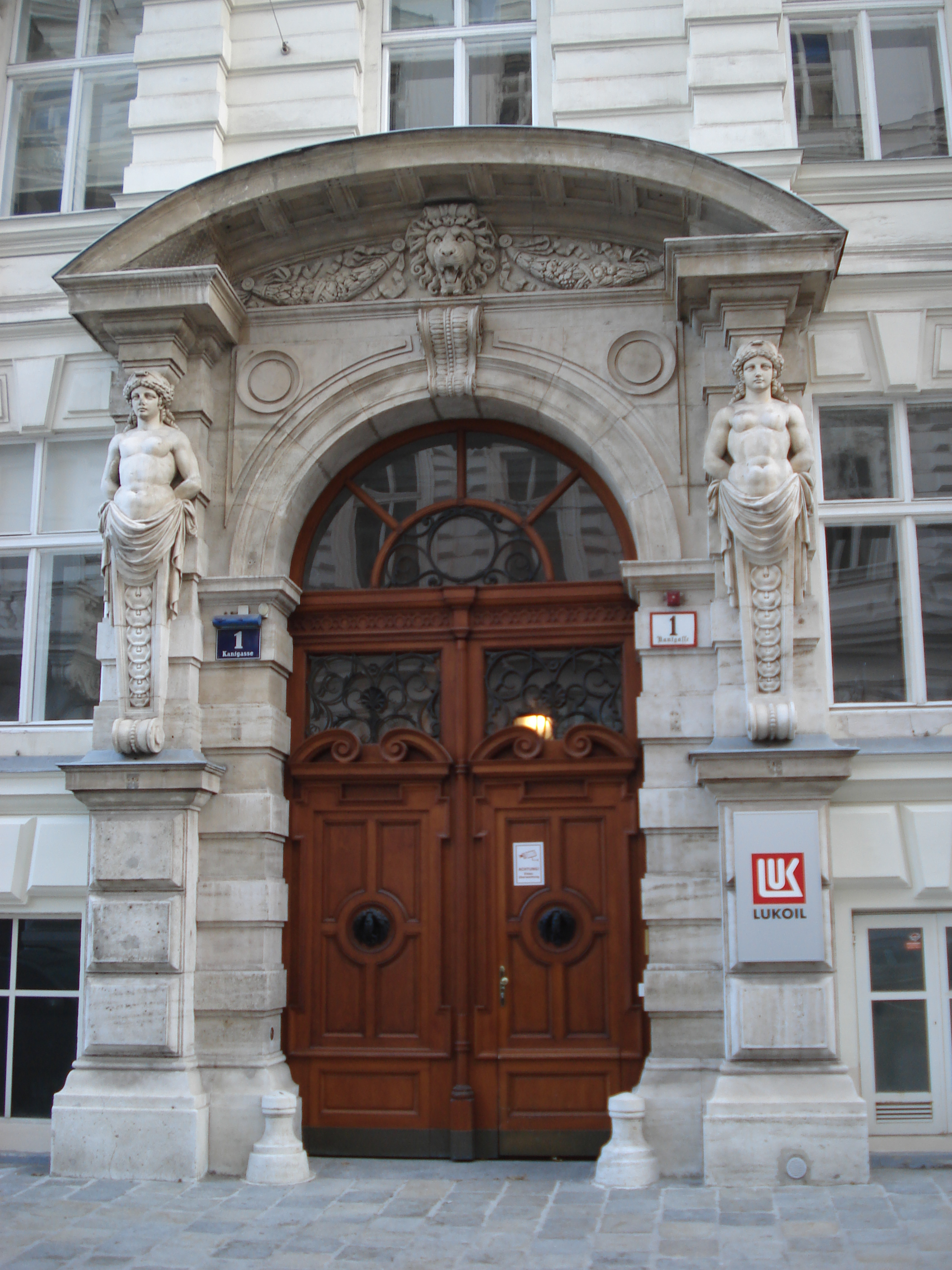
Haus Kantgasse 1 / Johannesgasse 24

Paul Wasserburger, seit 1898 Paul von Wasserburger, (* 4. November 1824 in Wien; † 23. November 1903 ebenda) war ein österreichischer Steinmetz, Baumeister und Architekt.

## Leben
Wasserburger war der Sohn von Anton Wasserburger und Theresia Wasserburger geb. Edelmann. Er heiratete am 3. Mai 1864 Maria Anna Theresia Josepha (genannt Marianne) geb. Gunkel, mit der er die Kinder Paula von Wasserburger, Paulus Joseph Maria Wasserburger, Marianna Paula Theresia (genannt Marianne oder Mannie) Freifrau von Ettingshausen und Elsa (Elisabeth Paula Marianne Theresia) Wasserburger hatte.
Er studierte am Polytechnikum Wien und später an der Wiener Kunstakademie.
Wasserburger wurde 1851 Bürger von Wien und 1870 Ehrenbürger von Eggenburg. 1869 erhielt er das Goldene Verdienstkreuz mit Krone (für die Arbeiten beim Bau der Oper). 1870 folgte seine Ernennung zum Baurat und 1875 zum Hofbau- und Steinmetzmeister. 1882 bekam er das Ritterkreuz des Franz-Josefs-Ordens verliehen und 1886 den Orden der Eisernen Krone 3. Klasse (anlässlich der Einweihung des Stiftungshauses an der Stelle des abgebrannten Ringtheaters). 1898 wurde er anlässlich des Kaiserjubiläums in den Adelsstand erhoben.
Auf dem Hietzinger Friedhof (Gruppe 13, Nummer 15) erhielt er ein Ehrengrab.

## Wiener Ringstraße
Mit seiner Firma Anton Wasserburger wirkte er an zahlreichen Bauten der Wiener Ringstraße mit. Er war über 25 Jahre Mitglied der Stadtbaudeputation (1860–1869 k.k. Wiener Baucommission, 1869–94 Wiener Stadtbaudeputation entsendet durch die k.k. niederösterreichische Statthalterei) und Oberbaurat. 1898 wurde er anlässlich des Kaiserjubiläums geadelt.
Verwendung von härtestem Kaiserstein.
Eine Auswahl:
- → Hauptartikel: „Kaiserstein für das Miethaus Paul Wasserburger in der Kantgasse 1“ im Artikel Verwendung von Kaiserstein als Baumaterial
- → Hauptartikel: „Kaiserstein für die Genossenschaft bildender Künstler, ihr gefordertes Künstlerhaus“ im Artikel Verwendung von Kaiserstein als Baumaterial
- → Hauptartikel: „Kaiserstein für Graf Joh. Larisch von Moennich, das Palais zur Hofhaltung seiner Familie“ im Artikel Verwendung von Kaiserstein als Baumaterial
- → Hauptartikel: „Kaiserstein für das neue Haus der Gesellschaft der Musikfreunde in Wien“ im Artikel Verwendung von Kaiserstein als Baumaterial

## Wiener Pestsäule
Bei der von August bis Dezember 1881 durchgeführten Restaurierung der Wiener Pestsäule wurden sämtliche Stein- und Metallteile vom Schmutz gereinigt. Die Bildhauerarbeit wurde von den akademischen Bildhauern Wilhelm Sturm und Sohn, die Steinmetzarbeit von dem k. k. Baurat und Hof-Steinmetzmeister Paul Wasserburger ausgeführt.